# Цофинген
Цофинген (нем. Zofingen) — город в Швейцарии, в кантоне Аргау.
Входит в состав округа Цофинген. Население составляет 12 104 человека (на 31 декабря 2020 года). Официальный код — 4289.

## Состав коммуны
1 января 2002 года в состав Цофингена вошла бывшая коммуна Мюлеталь.

## Известные уроженцы и жители
- Эрих фон Дэникен — знаменитый уфолог, автор книг и фильмов соответствующей тематики.
- Герман Зигфрид (1819—1879) — швейцарский топограф, картограф, начальник штаба швейцарской армии.

## Фотографии

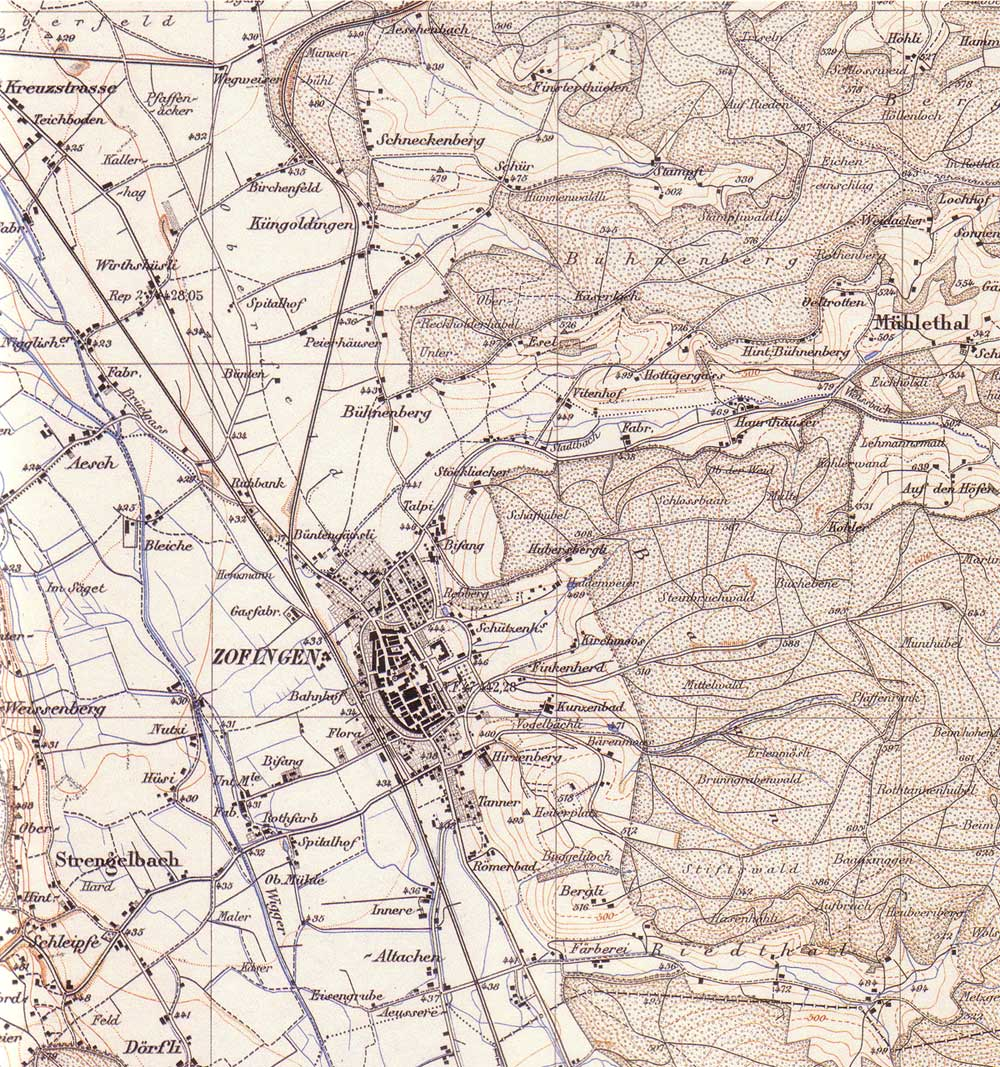
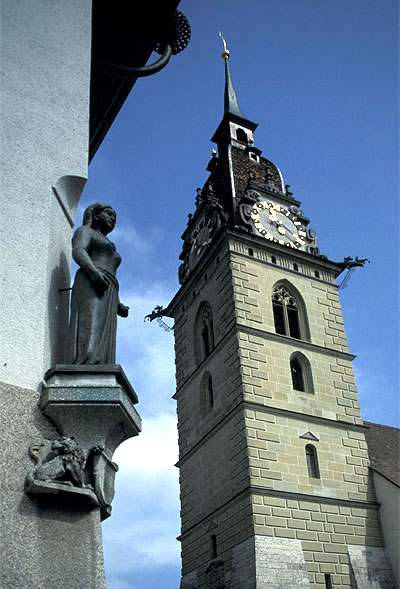
Башня
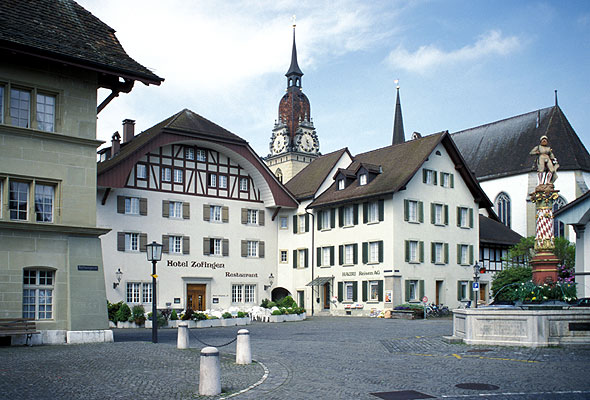
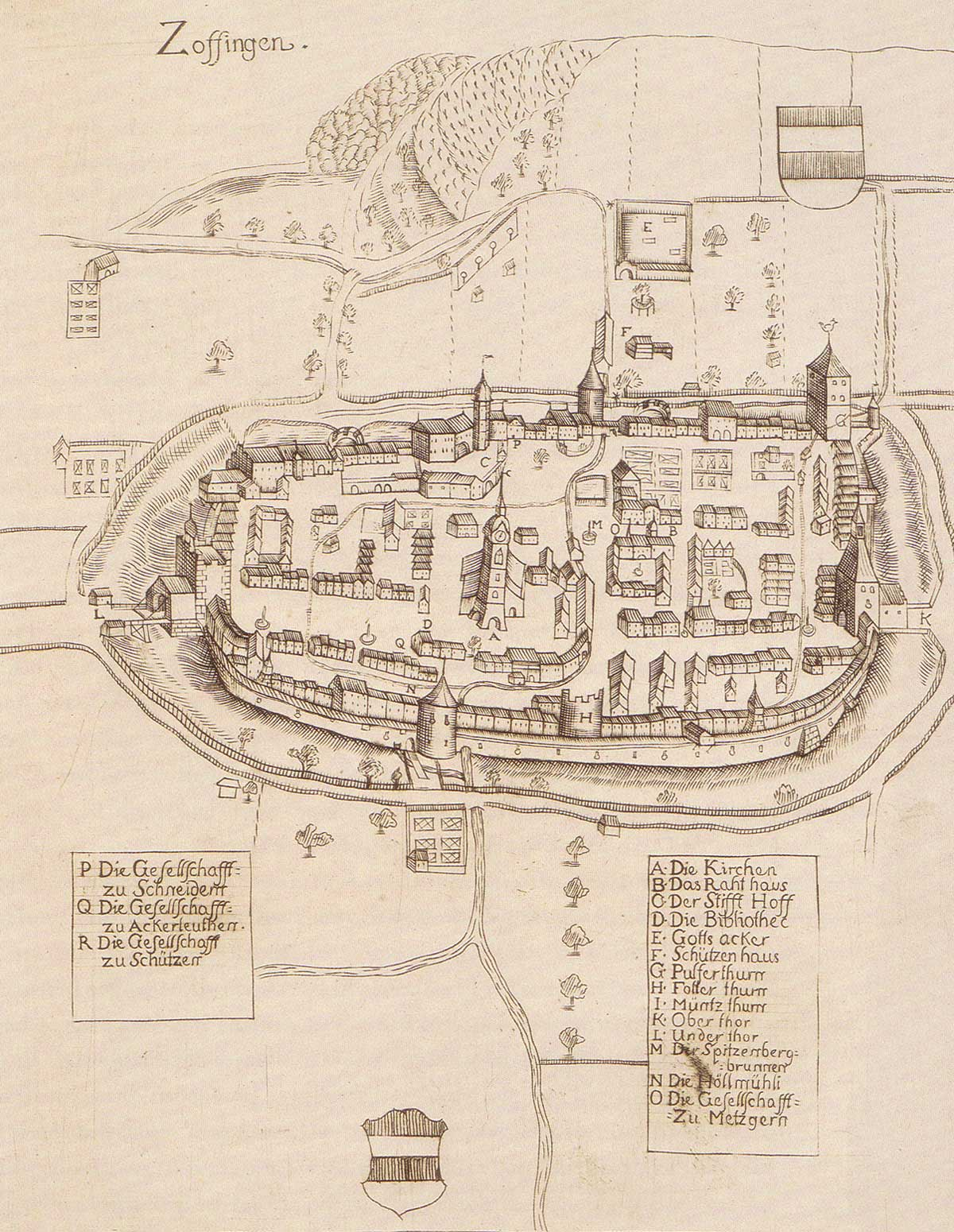
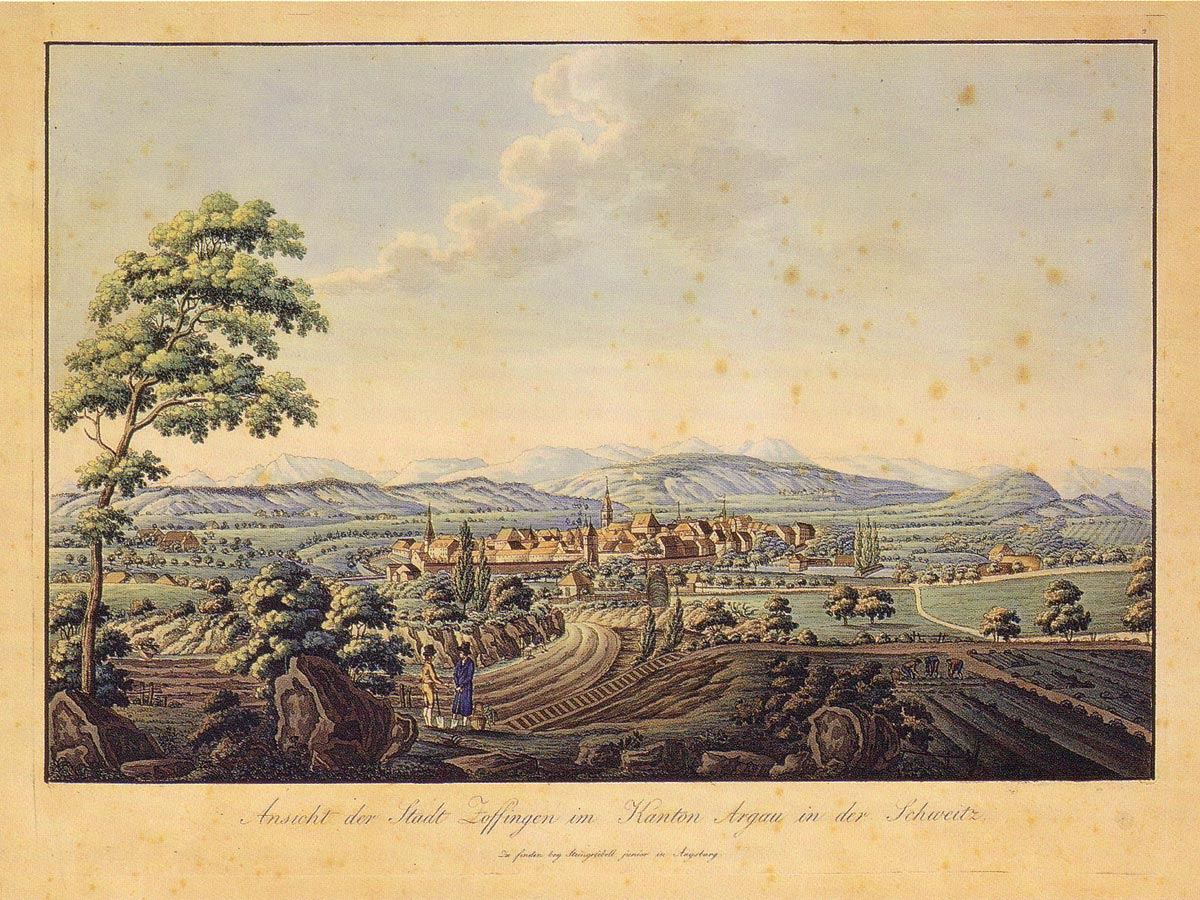
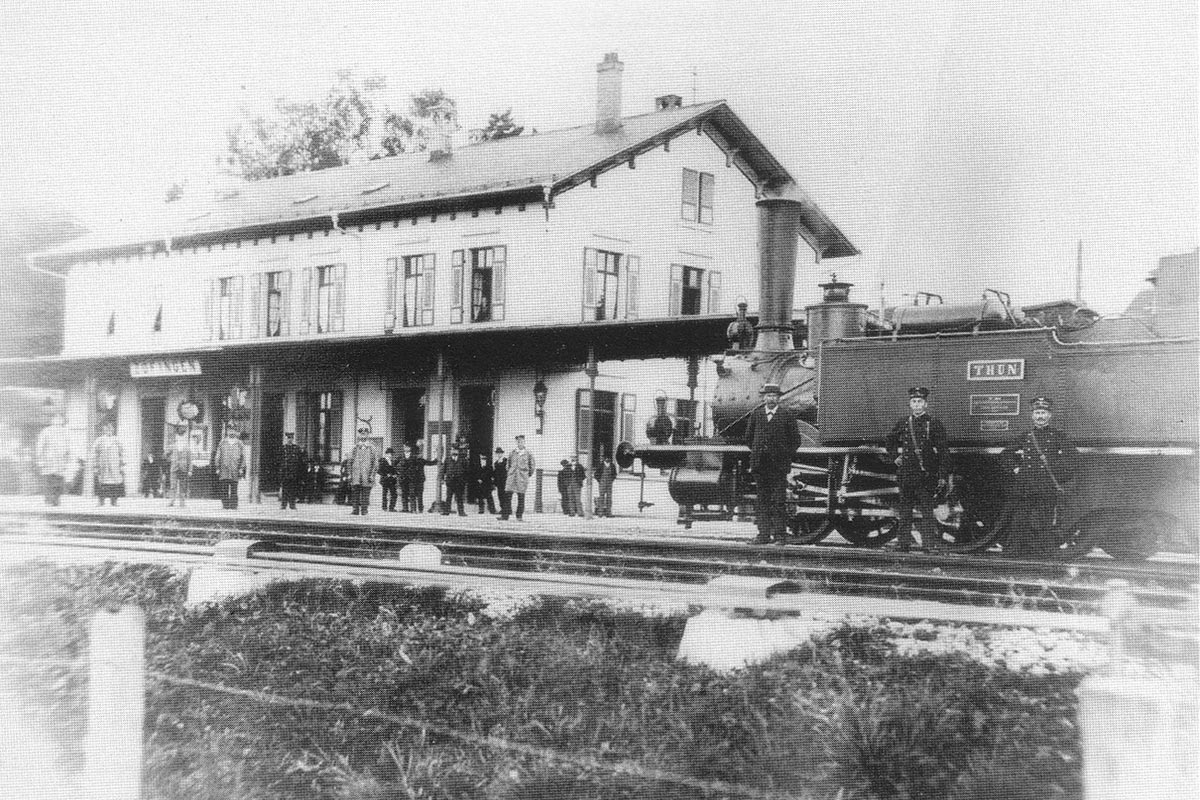
Вокзал
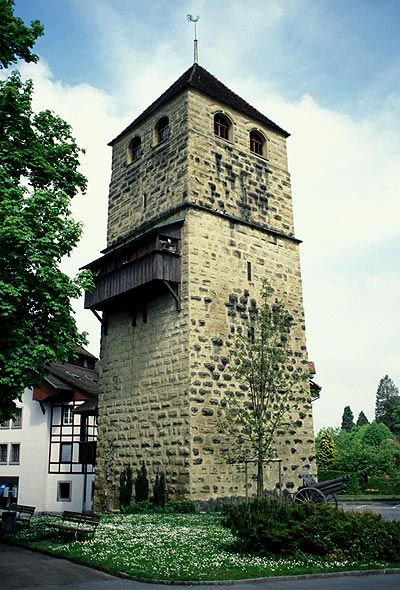
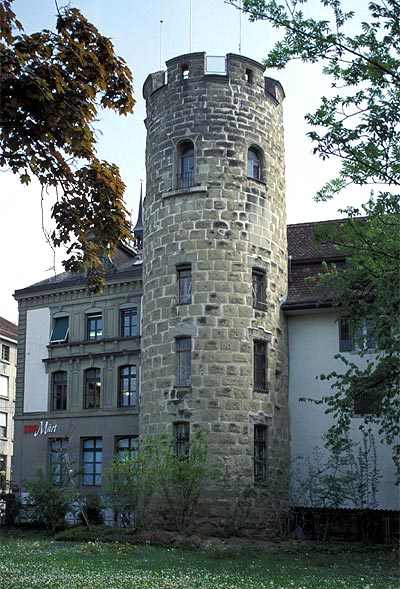
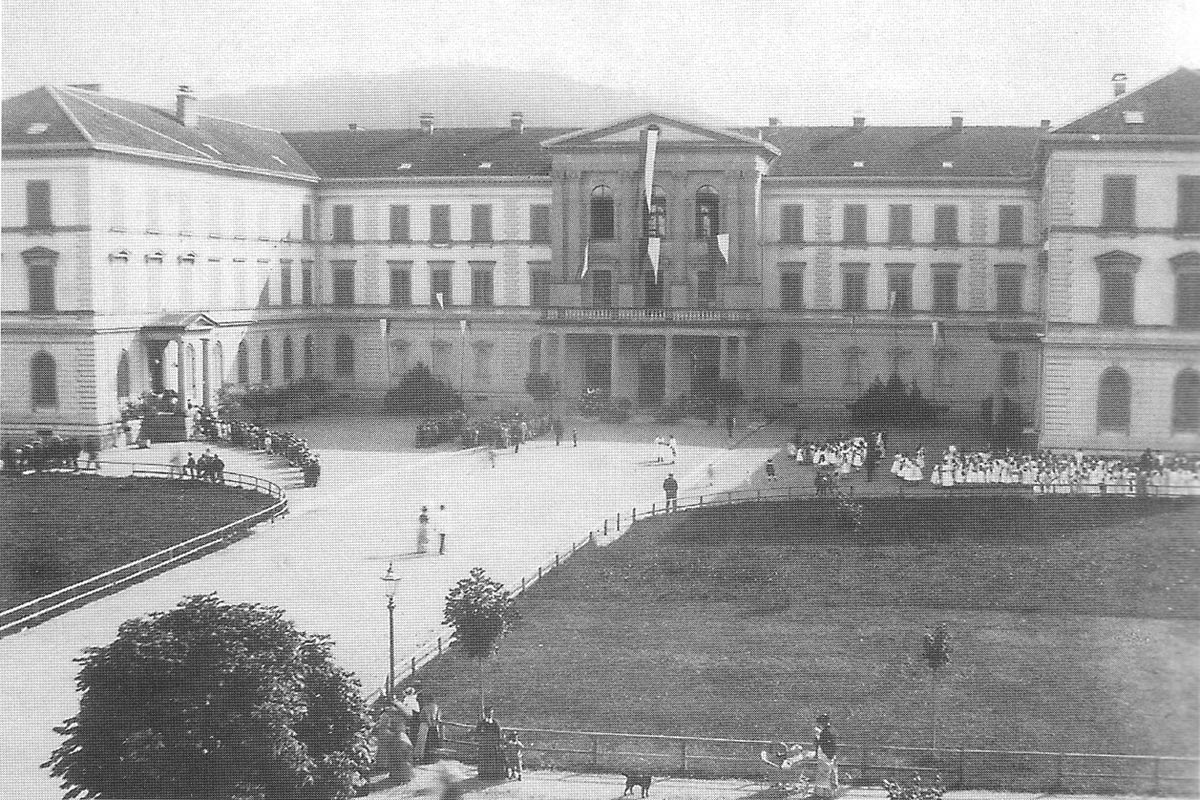
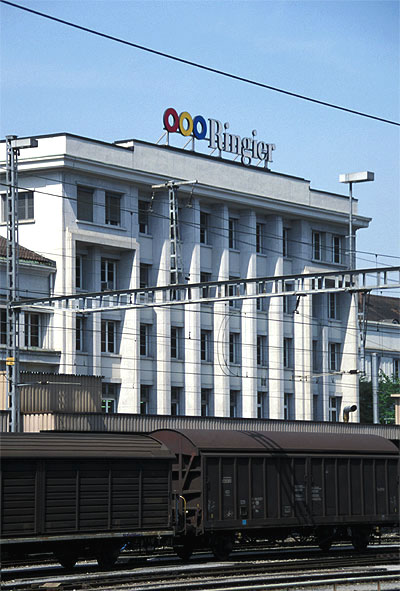
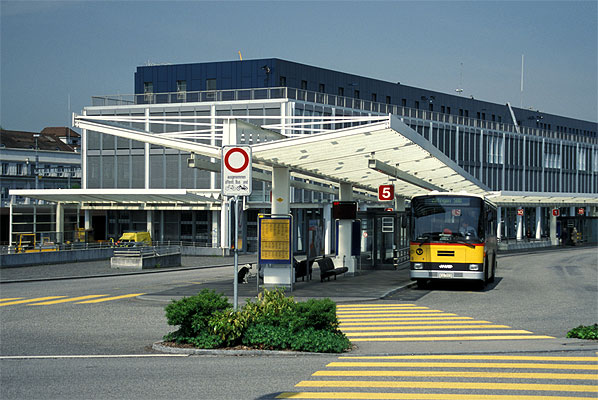
Вокзал